# دوار فقوس
يقع دوار فقوس غرب تانديت التي تبعد عنها ب 14 كيلومترا، ومدينة اوطاط الحاج البعيدة عنها بحوالي 55كيلومترا. ينتمي الدوار لجماعة افريطيسة بدائرة اوطاط الحاج، عمالة وإقليم بولمان بجهة فاس بولمان.
تقطن هده المنطقة قلة قليلة من السكان وجلهم يمارسون انشطة فلاحية كما ان البعض من اغنياء المنطقة تمكنوا من النزوح إلى مناطق أخرى حيث يفتقر الدوار للكهرباء والبنى التحتية.
مداخيل العاملين بالنشاطات الفلاحية في المنطقة سنوية مائة بالمائة وتعتمد أساسا على جني الزيتون. هذا بالإضافة إلى ان العديد من السكان لا يزاولون أنشطة زراعية لعدم توفرهم على اراضي زراعية مما سبب هجرة العديد من السكان للمدن الفلاحية المعروفة كزايو، بركان ووجدة.
ينتمى سكان الدوار إلى عرق واحد يرجع اصله إلى الولي الصالح والقطب الناصح سيدي يعقوب الادريسي الحسني ولهم تقاليدهم الخاصة كعدم خروج المراة وطقوس أخرى خاصة بالاعراس، غير أن هذه العادات والتقاليد تعرف اهمالا كبيرا بسبب الانتشار الواسع للتحضر الناتج عن العولمة التي سيطرت على جل حضارات العالم. من هنا، فان عادات المنطقة وتقاليدها أصبحت منعدمة إلى شبه منعدمة، الا في بعض العائلات، التي لا تزال محافظة على البعض أو أكثر عاداتها وتقاليدها وذلك في ما يخص اللباس والاكل والاحتفالات.
تحظى منطقة فقوس بتاريخ عريق جدا، الا انه لا يوجد ما يثبت تاريخ تاسيسها، وذلك بسبب قلة الاهتمام من طرف سكانها بالتعريف بها.